# حكومة سلال الأولى
حكومة سلال الأولى تقلدت السلطة من 3 سبتمبر 2012 إلى غاية 11 سبتمبر 2013.
عين عبد المالك سلال وزيرا أول خلفا لأحمد أويحي في 3 سبتمبر 2012، و شكلت الحكومة في اليوم الموالي 4 سبتمبر 2012.

## الوزير الأول
عبد المالك سلال

## الطاقم الوزاري
- عبد المالك قنايزية وزير منتدب لدى وزير الدفاع الوطني
- دحو ولد قابلية وزير الداخلية والجماعات المحلية
- مراد مدلسي وزير الشؤون الخارجية
- محمد شرفي وزير العدل حافظ الأختام
- كريم جودي وزير المالية
- يوسف يوسفي وزير الطاقة والمناجم
- حسين نسيب وزير الموارد المائية
- بوعبد الله غلام الله وزير الشؤون الدينية والأوقاف
- محمد الشريف عباس وزير المجاهدين
- عمارة بن يونس وزير التهيئة العمرانية والبيئة والمدينة
- عمار تو وزير النقل
- عبد اللطيف بابا أحمد وزير التربية الوطنية
- رشيد بن عيسى وزير الفلاحة والتنمية الريفية
- عمار غول وزير الأشغال العمومية
- سعاد بن جاب الله وزيرة التضامن الوطني والأسرة
- خليدة تومي وزيرة الثقافة
- مصطفى بن بادة وزير التجارة
- رشيد حراوبية وزير التعليم العالي والبحث العلمي
- محمود خذري وزير العلاقات مع البرلمان
- محمد مباركي وزير التكوين والتعليم المهنيين
- عبد المجيد تبون وزير السكن والعمران
- الطيب لوح وزير العمل التشغيل والضمان الاجتماعي
- عبد العزيز زياري وزير الصحة والسكان واصلاح المستشفيات
- محمد بن مرادي وزير السياحة والصناعات التقليدية
- محمد تهمي وزير الشباب والرياضة
- شريف رحماني وزيرالصناعة والمؤسسات الصغير والمتوسطة وترقية الاستثمار
- موسى بن حمادي وزير البريد وتكنلوجيات الاعلام والاتصال
- سيد أحمد فروخي وزير الصيد والموارد الصيدية
- بلعيد محند أوسعيد وزير الاتصال
- عبد القادر مساهل وزير منتدب لدى وزير الشؤون الخارجية مكلف بالشؤون المغاربية والأفريقية
- بشير مصيطفى كاتب الدولة لدى الوزير الأول مكلف بالاستشراف والإحصاء
- بلقاسم ساحلي كاتب دولة لدى الشؤون الخارجية مكلف بالجالية الوطنية بالخارج
- دليلة بوجمعة كاتبة دولة لدى وزير تهيئة الإقليم والبيئة والمدينة مكلفة بالبيئة
- محمد أمين حاج سعيد كاتب دولة لدى وزير السياحة والصناعات التقليدية مكلف بالسياحة
- بلقاسم ملاح كاتب دولة لدى وزير الشباب والرياضة مكلف بالشباب